# Мичель, Луис Эрнесто
Луи́с Эрне́сто Миче́ль Верга́ра (исп. Luis Ernesto Michel Vergara; 21 июня 1979, Эль-Грульо, Халиско) — мексиканский футболист, вратарь. Выступал за национальную сборную Мексики.

## Карьера

### Клубная
Луис Мичель дебютировал в мексиканском чемпионате 24 сентября 2003 года. Матч «Гвадалахара» — «Ирапуато» закончился победой «Чиваса» 3:2. В 2006 году Луис Мичель сыграл в первом четвертьфинальном матче Кубка Либертадорес против аргентинского «Велес Сарсфилда». За свою красную вратарскую форму в сезоне 2006 болельщики начали называть Мичеля «Дьявол» (исп. El Diablo) и «Красный» (исп. El Coloradito). Но в 2007 году вратарь начал надевать на матчи белую форму, и, в конце концов, полностью перешёл на чёрную, из-за чего получил прозвище «Чёрный рыцарь» (исп. El Caballero Negro).
В Клаусуре—2007 Мичель стал основным вратарём «Гвадалахары». В сезоне 2007 года во время матча Североамериканской суперлиги против «Атланте» у вратаря случился двойной перелом лучевой и локтевой костей предплечья, из-за чего он полностью пропустил Апертуру-2008. После возвращения в 2009 году, Мичель вместе с командой выиграл Интерлигу.
10 января 2010 года после ухода Рамона Моралеса в «Эстудиантес Текос» Мичель стал капитаном «Чиваса». Под его капитанством команда одержала на старте чемпионата 8 побед подряд, проиграв впервые в Клаусуре—2010 в 9 туре «Ягуарес Чьяпас» 4:0.

### Международная
Впервые Мичель был вызван в сборную Мексики Уго Санчесом в 2007 году, но ни разу не попал в состав. Дебют вратаря в сборной Мексики состоялся 3 марта 2010 при Хавьере Агирре в товарищеском матче против сборной Новой Зеландии.
В 2010 году тренер сборной Хавьер Агирре включил Мичеля в заявку на чемпионат мира.

### Статистика в сборной
| #  | Дата           | Место             | Противник      | ГП | Результат | Соревнование      |
| -- | -------------- | ----------------- | -------------- | -- | --------- | ----------------- |
| 1. | 3 Марта, 2010  | Пасадина, США     | Новая Зеландия | 0  | 2:0       | Товарищеский матч |
| 2. | 24 Марта, 2010 | Шарлотт, США      | Исландия       | 0  | 0:0       | Товарищеский матч |
| 3. | 7 Мая, 2010    | Нью-Йорк, США     | Эквадор        | 0  | 0:0       | Товарищеский матч |
| 4. | 30 Мая 2010    | Байройт, Германия | Гамбия         | 1  | 5:1       | Товарищеский матч |

## Достижения
«Гвадалахара»:
- Чемпионат Мексики по футболу: Апертура 2006
- Интерлига: 2009
- Лучший вратарь чемпионата Мексики: Апертура 2007, Клаусура 2008

## Личная жизнь
Вся семья Луиса Мичеля родом из Эль-Грульо, Халиско. Брат футболиста является известным доктором в Гвадалахаре.
В детстве играл в футбол в городских лигах Эль-Грулло и Гвадалахары.
11 декабря 2009 года Луис Мичель женился.